# James Winter
James Winter (* 18. Oktober 1919 in Minneapolis, Hennepin County, Minnesota; † 12. Juni 2006 in Fresno, Fresno County, Kalifornien) war ein US-amerikanischer Hornist und Professor an einer Musikhochschule.
Winter studierte am Carleton College und schloss dort als Bachelor ab. In der Northwestern University erreichte er den Master of Arts und wurde an der State University of Iowa zum Ph. D. promoviert. Er diente im Übrigen während des Zweiten Weltkriegs in der US-Marine.
Winter war von 1954 bis 1987 Solohornist der Fresno Philharmonic, eines Orchesters, das er mit gegründet hatte. Ab 1980 war er in diesem Orchester Ersatzdirigent. Von 1970 bis 1982 war er zudem Solohornist in Bear Valley.
Von 1947 bis 1987 war Winter Professor für Horn am Music Department der California State University in Fresno und daneben Gastdozent an internationalen Hornworkshops. 
Bei der International Horn Society war er von 1972 bis 1976 Redaktionsmitglied von The Horn Call und von 1983 bis 1986 Präsident der Gesellschaft.
Er komponierte unter anderem eine Suite für ein Quartett von jungen Hornisten. Außerdem veröffentlichte er ein pädagogisches Werk.

## Schriften
- (1964): The Brass Instruments. Allyn and Bacon, Boston. 2. Aufl. 1968